# Нино Бурджанадзе
Нино Бурджанадзе (на грузински: ნინო ბურჯანაძე) е грузинска политичка и юристка.
Тя е грузински политик и адвокат, председател на парламента на Република Грузия от ноември 2001 до юни 2008 г. Временно изпълнява длъжността президент на Република Грузия от 23 ноември 2003 до 25 януари 2004 г. - поради оставката на Едуард Шеварднадзе след Революцията на розите, и от 25 ноември 2007 до 20 януари 2008 г. поради оставката на Михаил Саакашвили също поради обществен натиск.

## Ранен живот
Родена е в Кутаиси, Грузинска ССР на 16 юли 1964 г. Завършва право в Тбилиския държавен университет през 1986 г., а след аспирантура в Московския държавен университет защитава дисертация на тема „Проблеми на международните организации и международното морско право“ и получава научна степен „кандидат на юридическите науки“ през 1990 г. Избрана е за доцент в катедрата по международно право и международни отношения на Тбилиския държавен университет (1991). По същото време работи и като консултант по международно право в парламента на Грузия и в Министерството на опазването на околната среда и природните ресурси.

## Политическа кариера
През 1995 г. е избрана за народен представител в парламента на Грузия от Съюза на гражданите на Грузия, който по онова време е председателстван от президента Шеварднадзе и подкрепян финансово от нейния баща Андзор Бурджанадзе – богат бизнесмен. Преизбрана е за втори мандат. Председателства парламентарната комисия по конституционно право (1998-1999), а след това – парламентарната комисия по международни отношения (2000-2001). През 2001-2002 г. е председател на Парламентарната асамблея на Черноморското икономическо сътрудничество (ПАЧИС).
С времето става известна като поддръжник на прозападните ценности и интеграцията на Грузия в структурите на НАТО и ЕС. Има близки отношения с реформисткото крило на Съюза на гражданите на Грузия, воден от Михаил Саакашвили и Зураб Жвания, от когото наследява поста председател на парламента след оставката му на 1 ноември 2001 г. Въпреки че подкрепя активно Шеварднадзе в отношенията на Грузия с други страни, в частност с Русия, тя говори яростно срещу корупцията и вътрешната политика на неговото правителство. Определя го като абсолютно некомпетентно.
Напуска Съюза на гражданите през 2002 г., като сформира опозиционна партия, наречена „Демократи на Бурджанадзе“, с която участва в парламентарните избори през ноември 2003 г. След изборите се присъединява към останалите опозиционни лидери в отричането на изборните резултати и провокиране на масови протести срещу Шеварднадзе. Съгласно конституцията тя автоматично става президент, когато Шеварднадзе подава оставка на 23.11.2003 г. Сред нейните първи действия на власт е да отмени извънредното положение, въведено от Шеварднадзе в опит да бъде възстановена стабилността.
На 4 януари 2004 г. Саакашвили печели предсрочните президентски избори с огромно мнозинство и встъпва в длъжност на 25 януари. Ново правителство е избрано на 28 март, а Бурджанадзе се връща на стария си пост на председател на парламента на 22 април. След политическата криза през 2007 г. Саакашвили свиква нови парламентарни и президентски избори през януари 2008 г. За да участва в президентската битка, Саакашвили подава оставка на 25 ноември 2007 г. и Бурджанадзе става президент за втори път – до връщането на Саакашвили на власт отново на 20 януари 2008 г.
Бурджанадзе е избрана за лидер на Партията на Движението на ООН за парламентарните избори, насрочени за 21 май 2008 г., но на 21 април изненадващо обявява, че няма да търси преизбиране на нови избори поради липсата на консенсус за листата на партията. Нейният мандат на председател на парламента изтича на 7 юни 2008 г., когато я наследява Давид Бакрадзе.
Няколко дни по-късно Бурджанадзе обявява, че ще създаде експертна група, чрез която да бъде алтернатива в политиката. Организацията е създадена на 7 юли 2008 г. в Тбилиси под името „Фондация за демокрация и развитие“.
На 27 октомври 2008 г., след войната в Южна Осетия между Русия и Грузия, Бурджанадзе обявява основаването на опозиционна партия, наречена Демократично движение „Единна Грузия“. Месец по-късно в интервю за руския вестник „Вести“ постоянният представител на Русия в НАТО Дмитрий Рогозин обвинява САЩ, че планират да заменят Саакашвили с Бурджанадзе на длъжността президент на Грузия.
На 23 март 2009 г. грузинският вътрешен министър потвърждава, че 10 активисти от партията на Бурджанадзе „Обединена Грузия“ са арестувани. Бурджанадзе веднага обвинява Саакашвили в организиране на арестите с цел сплашване на опозицията, като отбелязва, че арестите отбелязват старта на наказателните мерки от страна на правителството срещу опозицията, започващи далеч преди насрочения за 9 април същата година протест с искане на оставката на Саакашвили.

## Сребърна революция
Протестите, водени от Бурджанадзе, започват на 21 май 2011 г., когато повече от 10 000 грузинци скандират „Оставка“ за президента Михаил Саакашвили. В Батуми група демонстранти се опитват да нахлуят в местната телевизия. Протестиращите са отблъсквани със сълзотворен газ и гумени патрони. Много журналисти и протестиращи са бити, има и изчезнали.

## Личен живот
Бурджанадзе е омъжена за генерал-лейтенант Бадри Бицадзе, ръководител (2004-2008) на граничната отбрана на Грузия. Имат 2 сина.